# Три слепых мышки
«Три слепых мышки» (англ. Three Blind Mice, также по-русски встречаются варианты «Три слепых мышонка», «Три слепые мыши» и др.) — английский детский стишок и песня на него. Включён в Индекс народных песен Роуда под номером 3753.

## Стихи
Современный текст следующий:

Three blind mice. Three blind mice.
See how they run. See how they run.
They all ran after the farmer’s wife,
Who cut off their tails with a carving knife,
Did you ever see such a sight in your life,
As three blind mice?
Дословный русский перевод:

Три слепых мышки, три слепых мышки,

Смотрите, как они бегут, смотрите, как они бегут.

Они все бегут за женой фермера,

Которая отрезала им хвостики разделочным ножом.

Вы когда-нибудь в жизни видели такое зрелище,

Как эти три слепых мышки?

## Происхождение

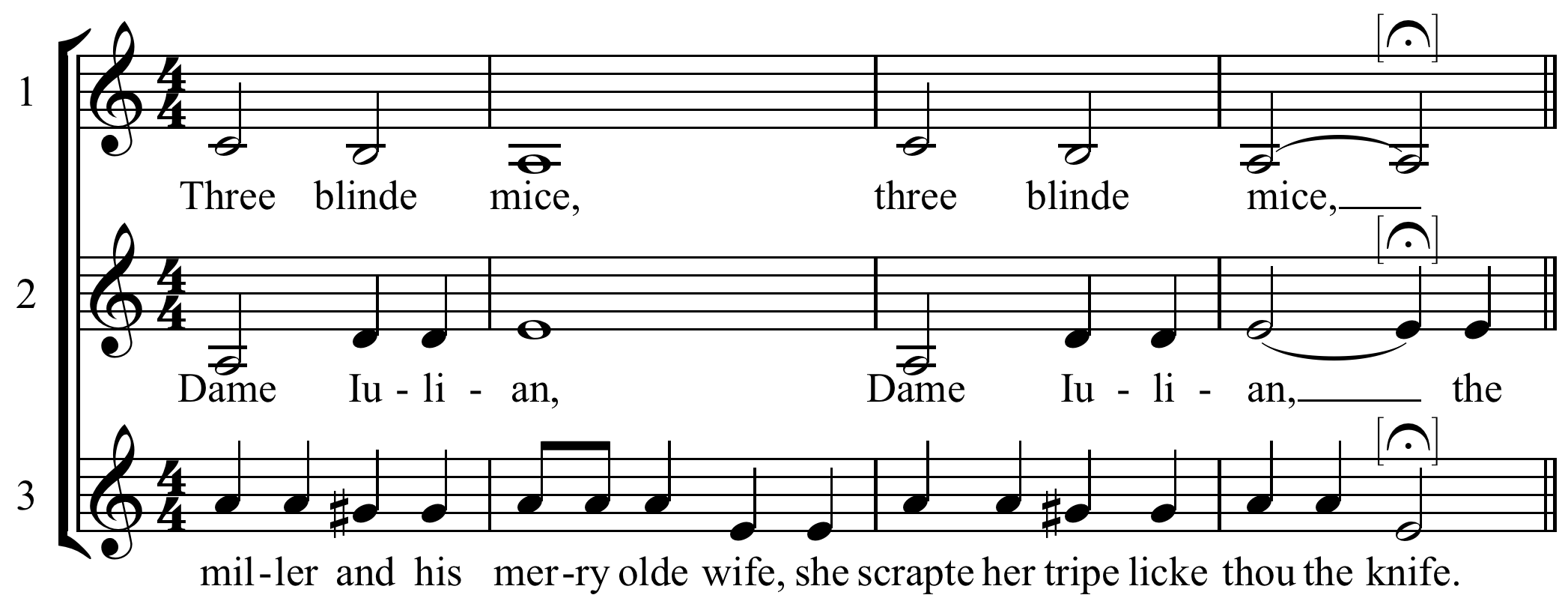
«Three Blinde Mice» (1609), трёхголосная обработка (оригинальная мелодия — в верхнем голосе)

Версия этой песни (вместе с музыкой) обнаруживается в нотном издании Deuteromelia or The Seconde part of Musicks melodie (1609). Книга была издана под редакцией Томаса Равенскрофта, который и был автором песни.
Возможно, мелодия песни (но не стихи) ещё более раннего происхождения. Её начало (собственно «three blind mice») совпадает с популярной французской песенкой XV века L’ami Baudichon, известной поныне благодаря обработке в одноимённой мессе Жоскена Депре.

Three Blinde Mice,
Three Blinde Mice,
Dame Iulian,
Dame Iulian,
the Miller and his merry olde Wife,
she scrapte her tripe licke thou the knife.
В детскую литературу стишок вошёл только в 1842 году, когда был опубликован в сборнике стихов, составленном Джеймсом Орчардом Холливелом-Филипсом.

## В современной массовой культуре
- В англоязычных странах в некоторых видах спорта — баскетболе и хоккее — матч судят три человека, и их презрительно называют «тремя слепыми мышками» (англ. Three Blind Mice). Кроме того, оркестр может сыграть мелодию этой песни в знак несогласия с судейскими действиями. В обоих видах спорта, однако, все подобные случаи официально осуждаются как неспортивное поведение[8][9][10]. В прошлом в американской Главной бейсбольной лиге также было трое судей, позже в регламенте их стало четверо.
- Эта песня звучит первой в самом первом фильме о Джеймсе Бонде — «Доктор Но».
- В четвёртом выпуске советского мультфильма «Боцман и попугай» ворона громко прокаркала эту песню.
- В фильме «Бэйб: Поросёнок в городе» кошачий оркестр в гостинице исполнял эту песню при виде трёх мышей, которые помогали поросёнку.
- Три слепых мышки встречаются во всех мультфильмах серии «Шрек».
- В китайской культуре аналогом этой песни является песня «Два тигра» 两只老虎 (китайские иероглифы) «Liang Zhi Lao Hu» (пиньин).
- В романе Дэниела Киза «Цветы для Элджернона» главный герой периодически напевает эту песенку.
- Песня дала название радиоспектаклю Агаты Кристи «Три слепых мышонка» (1947) и основанному на нём одноимённом рассказе (1948). Также она играет активную роль в сюжете самой популярной пьесы Кристи «Мышеловка» (1952), восходящей к этим произведениям.
- Песня упоминается в одной из глав повести «Стюарт Литтл» Элвина Брукса Уайта.
- Песня звучит в исполнении детского хора в музыкальной чёрно-белой драме «Идти своим путём» с Бингом Кросби в главной роли.